# Hall Johnson
Pour les articles homonymes, voir Johnson.
Francis Hall Johnson, né le 12 mars 1888 à Athens (Géorgie) et mort le 30 avril 1970 à New York, est un chef de chœur, arrangeur et compositeur américain qui fait partie, avec Harry T. Burleigh, R. Nathaniel Dett et Eva Jessye, des musiciens qui élevèrent le gospel afro-américain à un art musical.
Il a fait partie entre 1920 et 1933 du quatuor Negro String Quartet (en) fondé par Felix Weir (en).

## Galerie

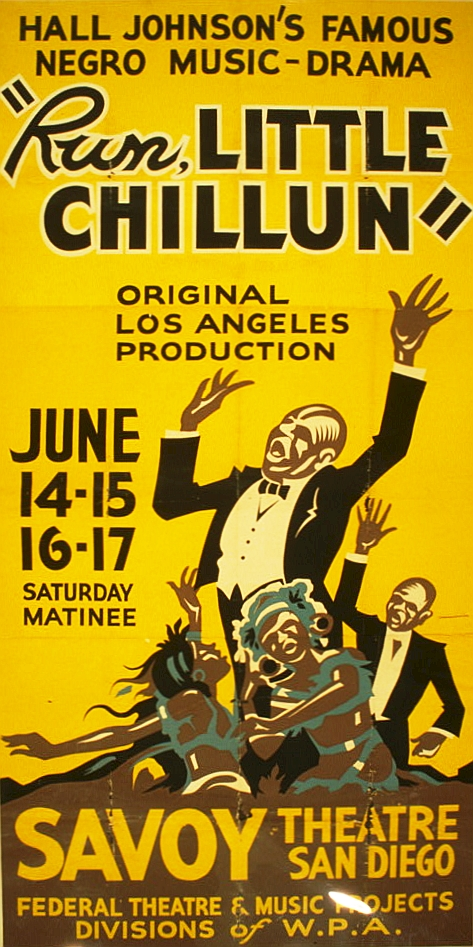
Affiche du spectacle Run, Little Chillun par Hall Johnson au Savoy Theatre de San Diego (1936).
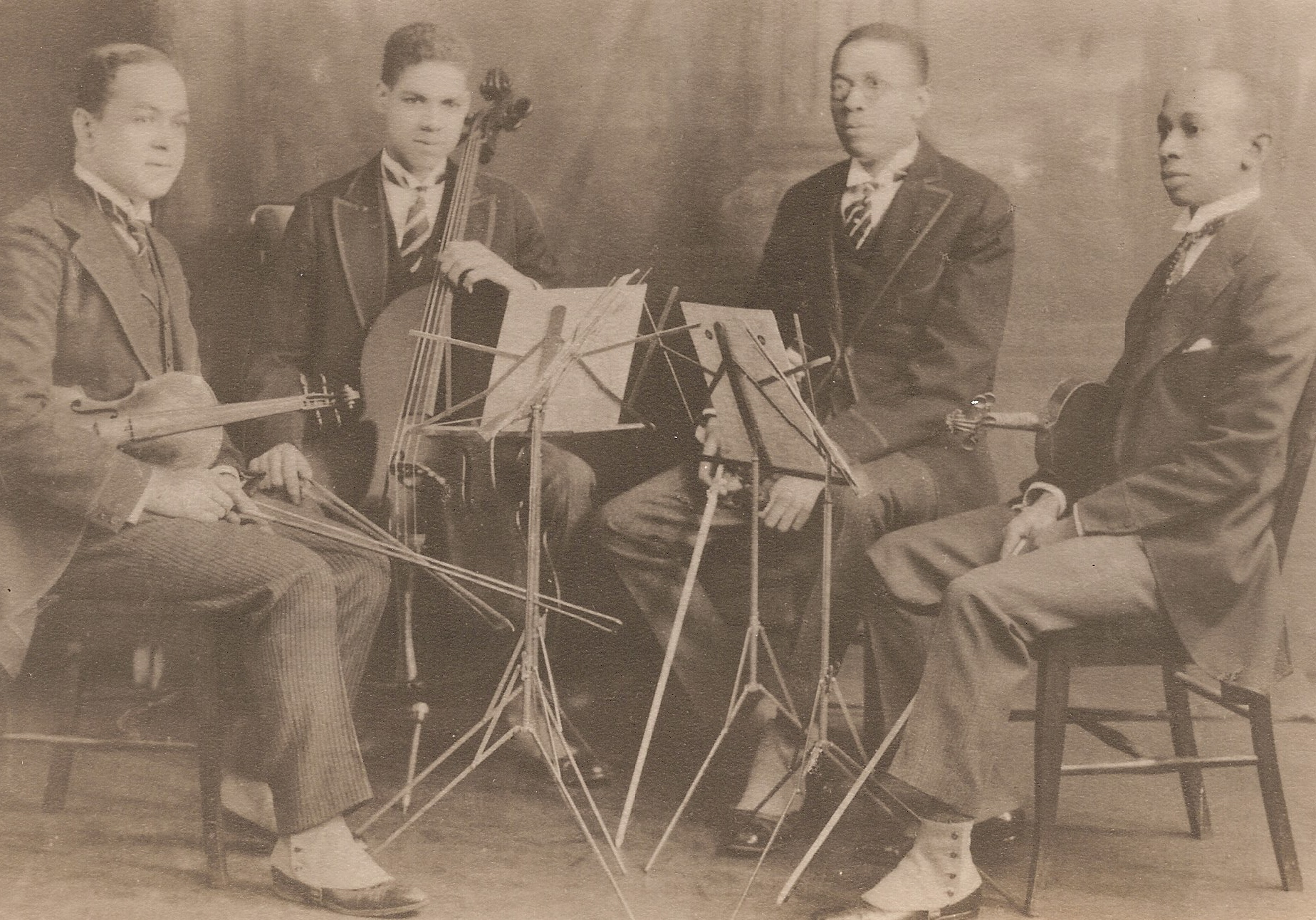
Negro String Quartet vers 1920: Felix Weir, violon; Marion Cumbo, violoncelle; Hall Johnson, viole; et Arthur Boyd, violon.